# Klonów (województwo świętokrzyskie)
Klonów – wieś w Polsce położona w województwie świętokrzyskim, w powiecie skarżyskim, w gminie Łączna.
W latach 1975–1998 miejscowość administracyjnie należała do województwa kieleckiego.
Przez wieś przechodzi  żółty szlak turystyczny z Barczy na Bukową Górę.
| SIMC    | Nazwa   | Rodzaj     |
| ------- | ------- | ---------- |
| 0274223 | Budy    | przysiółek |
| 0274230 | Kolonia | przysiółek |

## Historia
Według spisu z roku 1827 Klonów – wieś rządowa posiadał 15 domów i 127 mieszkańców

Według spisu powszechnego z roku 1921 miejscowość Klonów wieś i leśniczówka spisane razem  posiadały 58 domów i 354 mieszkańców.

## Miejsca pamięci
W  dniu 2.VII. 1943 r. hitlerowcy rozstrzelali 16 mieszkańców wsi, wydarzenie to upamiętnia pomnik ofiar egzekucji. Ofiary egzekucji pochowano na cmentarzu we Wzdole Rządowym

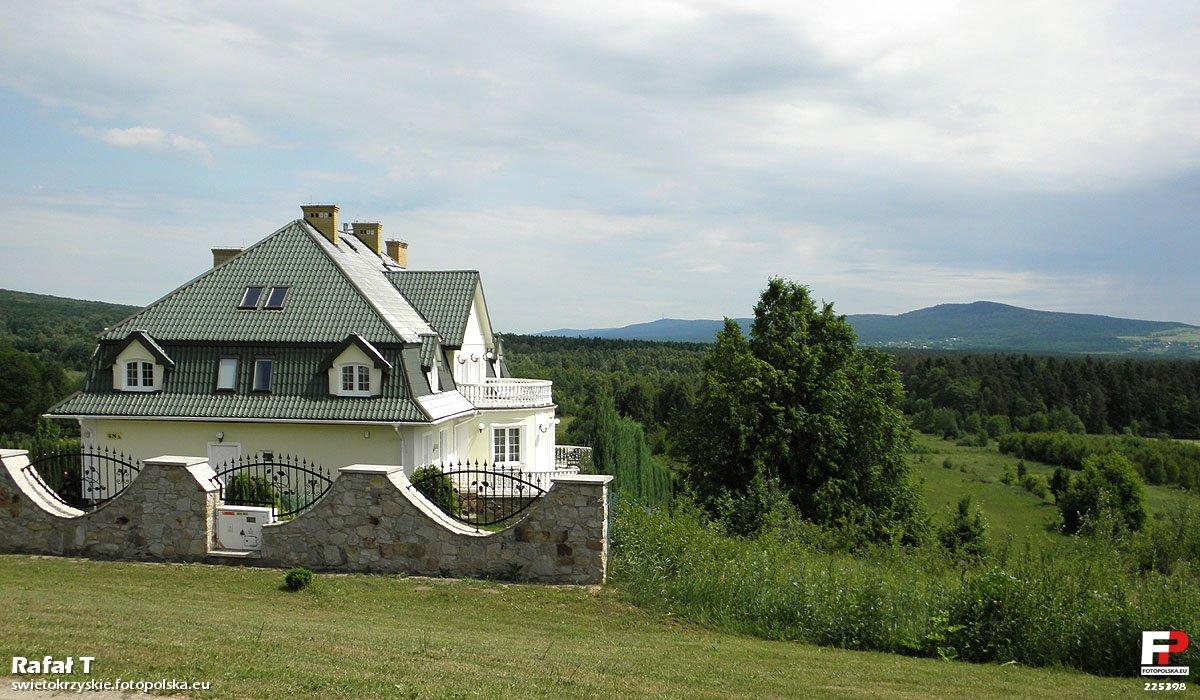